# Dundasit
Dundasit là một khoáng vật carbonat-nhôm-chì, đây là một khoáng vật hiếm. Tên gọi của nó được đặt theo tên địa phương Dundas, Tasmania, Australia. Khoáng vật này được phát hiện đầu tiên ở mỏ Adelaide Proprietary. Dundasit được William Frederick Petterd miêu tả năm 1893.
Dundasit là một khoáng vật thứ sinh không phổ biến có mặt trong đới oxy hóa của quặng chì. Nó thường mọc che kín crocoit. Nó cũng có thể bị cerussit màu vàng mọc phủ lên. Nó có thể liên quan với cerussit, plattnerit, azurit, malachit, pyromorphit, mimetit, beudantit, duftit, crocoit, gibbsit, allophan và limonit.